# Mali prirezan ikoziikozidodekaeder
| Mali prirezan ikoziikozidodekaeder                 | Mali prirezan ikoziikozidodekaeder                     |
| -------------------------------------------------- | ------------------------------------------------------ |
|                                                    |                                                        |
| Vrsta                                              | uniformni zvezdni polieder                             |
| Elementi                                           | F = 112, E = 180, V =60 ({\displaystyle \chi \,} = -8) |
| Stranske ploskve po stranicah                      | (40+60){3}+12{5/2}                                     |
| Wythoffov simbol                                   | \| 5/2 3 3                                             |
| Simetrijska grupa                                  | Ih, [5,3], *532                                        |
| Bowerjeva okrajšava                                | Seside                                                 |
| Sklici                                             | U32, C41, W110                                         |
| mali heksagonalni heksekontaeder (dualni polieder) | 35.5/2 slika oglišč                                    |

Mali prirezan ikoziikozidodekaeder je nekonveksni uniformni polieder z oznako (indeksom) U32. Ima 112 stranskih ploskev. Med njimi je 100 trikotnikov 12 pentagramov. Razen tega ima 180 robov in 60 oglišč. 

## Konveksna ogrinjača
Konveksna ogrinjača je neuniformni prisekan ikozaeder
| prisekan ikozaeder (pravilne stranske ploskve) | konveksna ogrinjača (izogonalni šestkotniki) | mali prirezan ikoziikozidodekaeder |

## Kartezične koordinate
Kartezične koordinate oglišč malega prirezanega ikoziikozidodekaedra  so vse parne permutacije vrednosti
(±½(−1/τ+√(3τ−2)), 0, ±½(3+τ√(3τ−2)))
(±½(1/τ+√(3τ−2)), ±1, ±½(1+2/τ+τ√(3τ−2)))
(±½(τ2+√(3τ−2)), ±1/τ, ±½(1+τ√(3τ−2)))
kjer je τ = (1+√5)/2  zlati rez, ki ga včasih označujemo s φ. 